# Мила Доротеева
Мила Доротеева е българска поетеса и журналистка.

## Биография
Родена е на 21 май 1921 г. в Севлиево в семейството на учителя Христо Симеонов. Завършва Селскостопанска академия през 1944 г. в София. Работила е като учителка, агрономка и журналистка. От 50-те до 80-те години на ХХ век завежда отдел „Култура“ на русенския вестник „Дунавска правда“. Била е ръководител на Клуба на учителите – литературни творци към Учителския дом на културата в Русе. Като поетеса и най-вече като редактор на страницата за литература и изкуство „Север“ на в. „Дунавска правда“ тя е оказвала окрилящо влияние върху развитието на поетите Иван Цанев, Веселин Тачев, Димитър Горсов, Анита Коларова, Владимир Луков и Цветан М. Тодоров. Била е председател и художествен ръководител на литературния клуб „Светлоструй“. Член на Съюза на българските журналисти от 1963 г. и на Дружеството на писателите от създаването му.
Умира на 9 януари 2008 г. в Русе.

## Творчество
Творчеството на Мила Доротеева е разностранно – поезия, есета, импресии, фейлетони, очерци. Тя има множество публикувани стихотворения за деца и възрастни, пръснати в различни местни и централни литературни вестници и списания, алманаси и антологии. Нейни стихове са превеждани и публикувани на руски, румънски и немски език.

## Награди
- Награда „Русе“, 2001 г.
- Носител на орден „Св. св. Кирил и Методий“.

## Външни прeпратки
- Владимир Луков, „Гълъбът. На Мила Доротеева“